# EOSFET
Een EOSFET is een MOSFET waarvan de metalen gate (M) vervangen werd door een elektrolyt-gate (E); vandaar de benaming electrolyte-oxide-semiconductor field effect transistor.
Hij kan gebruikt worden om bijvoorbeeld zenuwcel-activiteit waar te nemen in een neurochip: de gate van een gewone transistor wordt bij een EOSFET vervangen door een elektrolytische buffer-oplossing met bijvoorbeeld een zenuwcel. De elektrolyt dient zowel als levensmilieu als als geleider voor de ionenstroom.
De elektrische activiteit van de zenuwcel (in de vorm van ionenstromen) beïnvloedt het transistor-signaal; de ionen in de bovenstaande oplossing beïnvloeden via een elektrisch veld (field effect) de elektronen in de chip. Er vloeien geen stromen tussen de elektrolyt en de chip, want ertussenin bevindt zich een isolerend laagje siliciumoxide (SiO2).